# Léon-Auguste Ottin

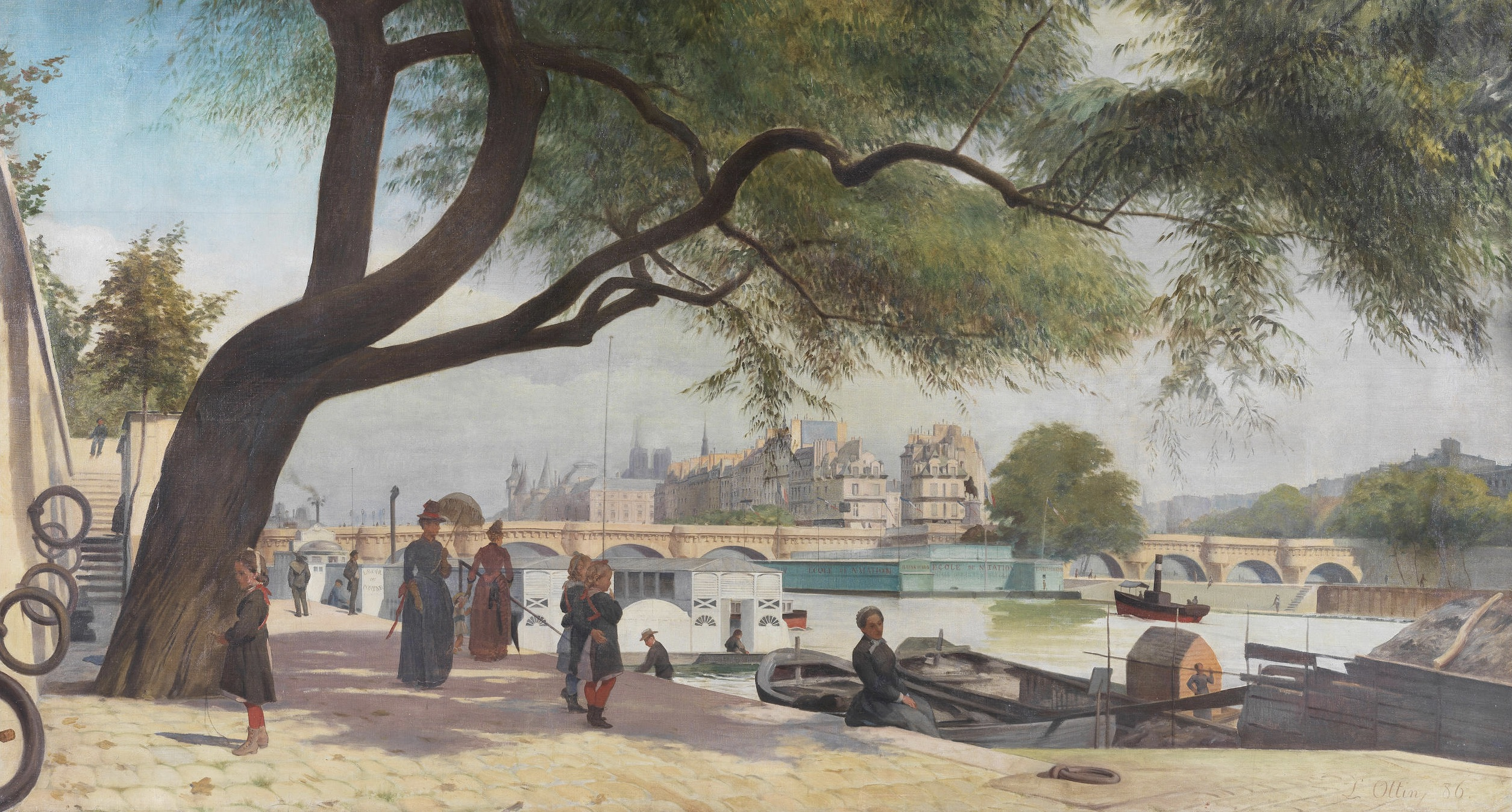
Leon-Auguste Ottin: Blick auf die Pont-Neuf, Öl auf Leinwand, 110 × 201 cm

Léon-Auguste Ottin (* 30. Oktober 1836 in Paris; † 6. Juni 1918 in Neuilly-sur-Marne) war ein französischer Maler und Glasmaler des späten 19. Jahrhunderts.

## Leben
Léon-Auguste Ottin wurde als Sohn des Bildhauers Auguste Ottin in Paris geboren und war Schüler von Paul Delaroche und Horace Lecoq de Boisbaudran an der École des Beaux-Arts. Von 1861 bis 1882 stellte er regelmäßig im Salon des Refusés aus. Sein Gemälde Entre ciel et terre wurde 1865 vom französischen Staat angekauft. Er gehörte dem Kreis um Henri Fantin-Latour, Alphonse Legros und Régamey an. Während der Pariser Kommune engagierte er sich in der Fédération des artistes. Léon-Auguste Ottin nahm an der ersten und zweiten Impressionisten-Ausstellung (1874, 1876) teil. Er war zudem ein produktiver Glasmaler: 1869 schuf er das Glasfenster La roue de la Fortune und stellte weitere Glasfenster auf der Weltausstellung 1878 in Paris aus. Ab 1908 lehrte er Glasmalerei und Kunstgeschichte an einer städtischen Berufsschule in Paris.

## Werk

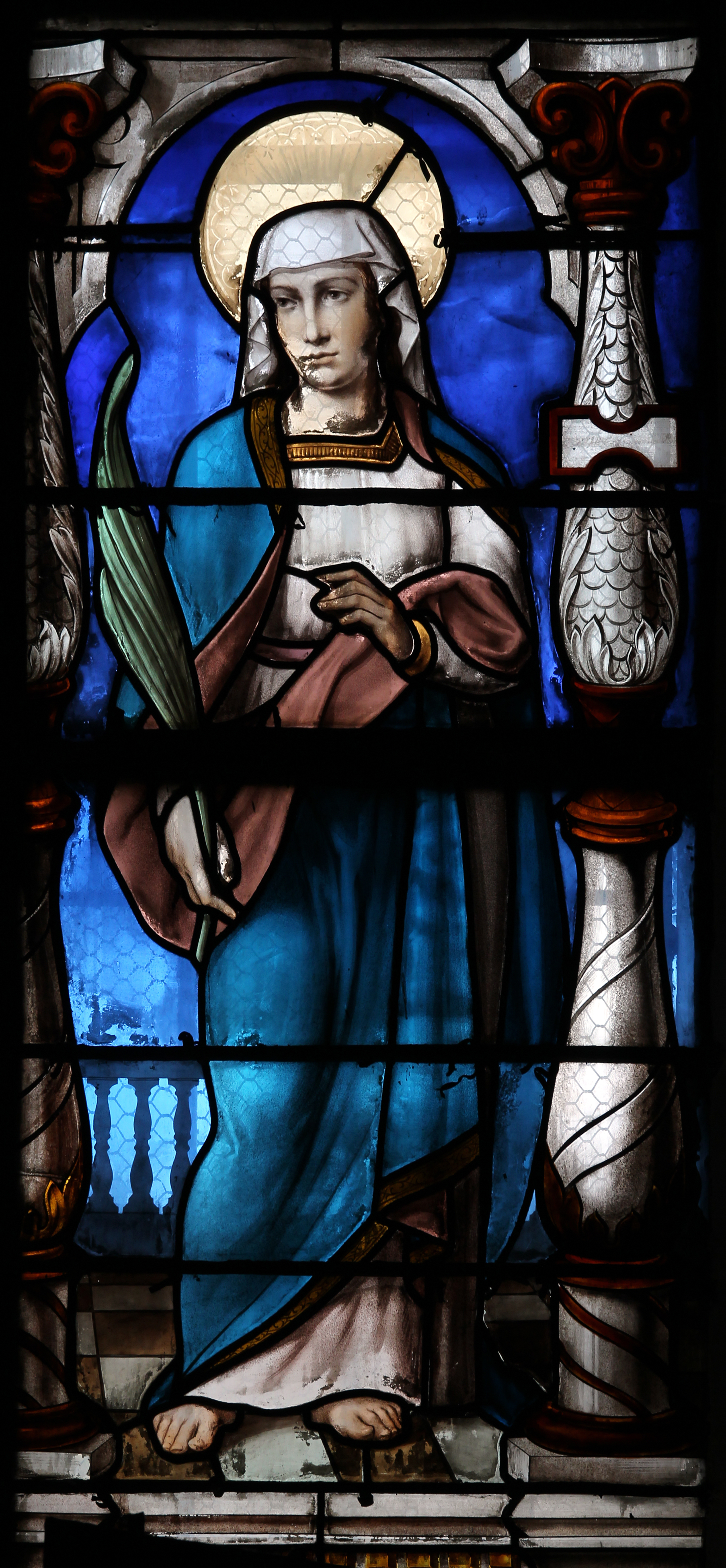
Sainte Félicité, Detail einer Glasmalerei im Hôtel-Dieu von Nogent-sur-Marne, signiert „Ottin à Paris“ von Léon-Auguste Ottin. – Der Name der Spenderin steht am unteren Rand des Glasfensters: „A la mémoire de Mme Elisa Fadin, leg Octobre 1880“

Léon-Auguste Ottins malerische Werke zeigen impressionistische Stadt- und Landschaftsszenen, darunter Motive wie La Butte Montmartre und Étude du Château de Sannois. Er stellte Aquarelle, Gemälde und Lithografien in den Impressionisten-Ausstellungen aus. Parallel dazu beschäftigte er sich intensiv mit Glasmalerei und veröffentlichte fachlich fundierte technische Schriften zu diesem Thema. Seine Glasmalerei und seine Unterrichtstätigkeit prägten die Entwicklung der Glasmalerei in Frankreich am Ende des 19. Jahrhunderts maßgeblich.